# بیلقیس خانم
بلقیس خانم (زاده ۲۵ دسامبر ۱۹۴۸ – درگذشته ۲۱ دسامبر ۲۰۲۲) یک نوازنده سبک کلاسیک پاکستانی بود. خانم اغلب به دلیل نقش آفرینی در «زندگی نو: زندگی نو» (۱۹۶۸) و «مله سجنا دی» (۱۹۷۲) نام برده شد.

## اوایل زندگی
بیلقیس در تاریخ ۲۵ دسامبر ۱۹۴۸ در لاهور ، گرهی شاهو ، پاکستان متولد شد. پدر بلقیس به اسم عبدالحق طراح مبل و مادر بلقیس خانه‌دار بود. بلقیس خواهر بزرگتر در بین هفت خواهر و برادرش از غبیل پنج دختر و دو پسر بود.
والدین بلقیس بعدها به شهر فیصل آباد مهاجرت نمودند و بلقیس در آن مکان به مدرسه ابتدایی رفت و به زبان اردو مشتاق شد که باعث شد به ناخواست دیرینه پنجابی اش، گویش معلومی داشته باشد.
او در کودکی به نوازندگی مشتاق بود و در مراسم مدرسه خوانندگی می نمود. جد مادری بلقیس عنایت علی خان متوجه استعداد بلقیس نسبت به نوازندگی او شد، و بعد از آن به بلقیس درس ترانه آموخت.

## زندگی شخصی
خانم در سال ۱۹۸۰ با رئیس خان سیتاریست سبک کلاسیک ازدواج نمود و حاصل ازدواج این دو فرزند شد. هر دو پسرش حضور حسین و فرحان رئیس خان که در پاکستان مشغول زندگی می باشند نیز خوانندگان سیتار کلاسیک می باشند و برادر کوچک تر آن محسن رضا خواننده سبک کلاسیک می باشد.

## کسالت و مرگ
بلقیس به بیماری طولانی مدت دچار شد و در نتایج آن در تاریخ ۲۲ دسامبر ۲۰۲۲ این شد که در کراچی فوت کرد بلقیس بعد از اقامه نماز مرده در امام بارگاه خیرالامل در گورستانی به خاک سپرده شد.